# سمفونی روسی
سمفونی روسی (انگلیسی: Russian Symphony) یک فیلم در ژانر درام به کارگردانی کونستانتین لوپوشانسکی است که در سال ۱۹۹۴ منتشر شد. از بازیگران آن می‌توان به ویکتور میخایلوف اشاره کرد.
این فیلم در بخش بازار چهل و پنجمین دوره جشنواره بین‌المللی فیلم برلین در سال ۱۹۹۵ حضور داشته‌است.